# Mayetiola bromi
Mayetiola bromi är en tvåvingeart som först beskrevs av Hammerschmidt 1834.  Mayetiola bromi ingår i släktet Mayetiola och familjen gallmyggor. Inga underarter finns listade i Catalogue of Life.